# Курган (охоронний № 7808)
Курган (охоронний № 7808) розташований по вул. Широківській на території кладовища у Центрально-Міському районі м. Кривий Ріг.

## Передісторія

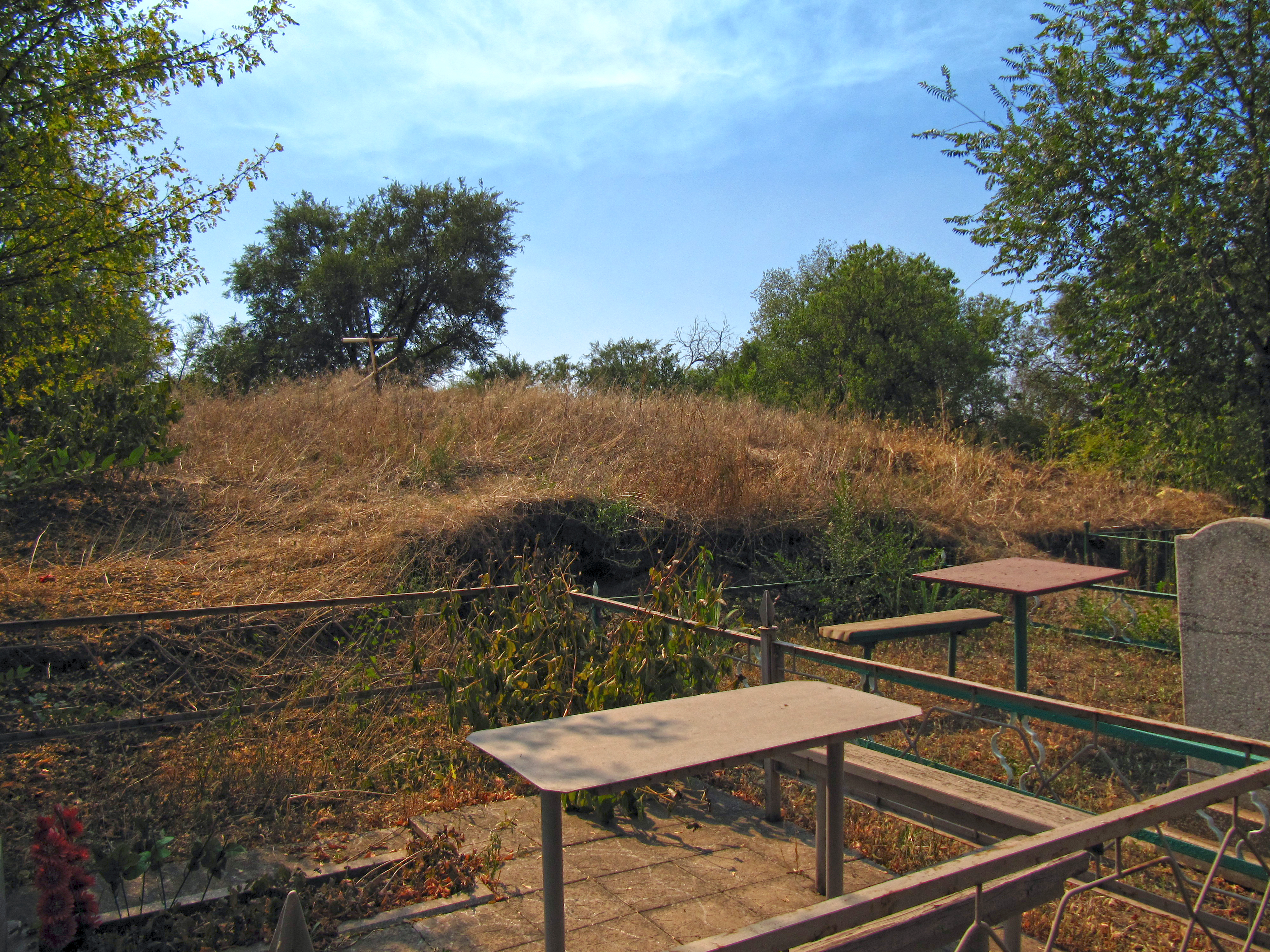

Курган було виявлено у 2002 р. археологом В. В. Тітовим. Відноситься до епохи бронзи.

## Пам'ятка
Курган висотою до 2-х м, діаметр 40 м. Насип — сплощена напівсфера, поверхня бугриста, по всій площі сучасні могили. В центрі насипу — яма глибиною до 0,5 м і до 1 м в поперечнику. На північному схилі три листяних дерева до 8 м висотою. Біля західної поли куски зеленокам'яного сланцю, які, можливо, походять з насипу. Курган з усіх боків, включаючи полу, оточений могилами. Інформаційна (охоронна) дошка відсутня. Біля західного схилу кургану проходить пішохідна доріжка, а в 10 м на північ — цегельна огорожа кладовища, з боку вул. Широківська. Навколо кургану дерева висотою понад 10 м.